# Bergenstammia slovaca
Bergenstammia slovaca är en tvåvingeart som beskrevs av Wagner 1984. Bergenstammia slovaca ingår i släktet Bergenstammia och familjen dansflugor. Inga underarter finns listade i Catalogue of Life.